# Qazim Laçi
Qazim Laçi (ur. 19 stycznia 1996 w Peshkopi) – albański piłkarz, występujący na pozycji pomocnika w czeskim klubie Sparta Praga oraz w reprezentacji Albanii. Uczestnik Mistrzostw Europy 2024.

## Kariera klubowa
Laçi jest wychowankiem greckiego klubu Olympiakos SFP. W klubie tym głównie grał w rozgrywkach młodzieżowych, w tym między innymi w Lidze Młodzieżowej UEFA, jednak udało mu się wystąpić w kilku spotkaniach pucharowych.. W sezonie 2013/14 zaledwie dwukrotnie wystąpił w pierwszym składzie, natomiast w kolejnym był już podstawowym zawodnikiem drużyny, która awansowała do fazy pucharowej, a on sam mocno się do tego przyczynił zdobyciem 4 bramek. Kolejny sezon znów spędził grając w Lidze Młodzieżowej, jednak Olympiakosowi podobnie jak dwa lata wcześniej nie udało się wyjść z grupy. Udało mu się zadebiutować w pierwszej drużynie w meczu ćwierćfinału Pucharu Grecji przeciwko Asterasowi Tripolis, gdy w 90. minucie zmienił Andreasa Buchalakisa. Po zakończeniu sezonu ogłoszono wypożyczenie zawodnika do APOEL FC.. W 2017 roku był wypożyczony do APO Lewadiakos, a w następnie wypożyczono go do AC Ajaccio. W 2018 przeszedł na stałe do Ajaccio. W 2023 roku został zawodnikiem Sparty Praga.

## Kariera reprezentacyjna
Zdecydowanie więcej występów niż w barwach klubowych, Laçi zaliczył w barwach narodowych. W reprezentacji Albanii do lat 17 wystąpił w przegranym 0:1 meczu z Węgrami w ramach eliminacji do Mistrzostw Europy U-17 2013. Na kolejny występ w oficjalnym meczu musiał czekać ponad 2 lata, gdy zagrał we wszystkich trzech meczach reprezentacji Albanii w eliminacjach do Mistrzostw Europy U-19 w roku 2015. Również w eliminacjach do Mistrzostw Europy U-21 w roku 2017 był etatowym graczem, gdyż wystąpił w aż 9 spotkaniach. W meczu z Liechtensteinem udało mu się zaliczyć debiutanckie trafienie dla kraju.
W reprezentacji Albanii Laçi zadebiutował 7 września 2020 w przegranym 0:1 meczu Ligi Narodów 2020/2021 z Litwą, rozegranym w Tiranie.